# 杨显惠
杨显惠（1946年—），男，甘肅东乡人，中國當代作家。以描寫右派分子和大饥荒时期苦難的小說《夹边沟记事》《定西孤儿院纪事》著名。這兩部作品以紀實性小說的方式揭開了許多人不敢觸摸的“特殊領域”，尤其對政治災難下人陷入飢餓絕境的逼真描寫令人觸目驚心，發表後引起強烈震動。《夾邊溝記事》（2002年由天津古籍出版社出版，2008年由花城出版社重版，補充12篇小說）被稱為“中國的《古拉格群島》”。

## 生平
1965年由蘭州二中上山下鄉赴甘肅省生產建設兵團安西縣小宛農場。1971年入甘肅師範大學（現西北師範大學）數學系讀書。1975年在甘肅省農墾局酒泉農墾中學做教師。1981年調往河北省大清河鹽場工作。1988 年入天津作家协会专职写作至今。主要作品收入《这一片大海滩》《夹边沟记事》《告别夹边沟》《甘南纪事》等书 ；小说曾获全国短篇小说奖、中国小说学会奖、《上海文学》奖等。

## 主要著作
合称为“命运三部曲”的：
《夾邊溝記事》
- 本書被譽為“中國的《古拉格群島》”。[5]書中所指的夾邊溝，為甘肅酒泉一個羈押右派分子的勞改農場，從1957年開始關押的近三千人，至1960年底倖存者已不足一半，是一處充滿了苦難、飢餓和死亡的傷痛之地。作者歷經數年，大海撈針般搜尋和採訪了近百名當事人，並在高度忠於歷史事實的基礎上，完成了這部極具震撼力的紀實性小說。全書對眾多受難者命運的來龍去脈進行了深沉的揭示，對絕境中的人性有著十分出色的繪狀，更直視了這一歷史悲劇的精神本質和深刻教訓。
- 這是一段塵封四十年的歷史，當年的倖存者散落在各個角落，沒有人問過他們到底發生了什麼，當年的死難者早已化為白骨，連他們的後代也不知道埋在何處。幸虧楊顯惠這位有良知的作家，不辭辛勞，四處尋訪，歷經數載，終於揭開了歷史的蓋子。從2000年春季《上海文學》開始連載《夾邊溝記事》, 天津古籍出版社出過一冊《夾邊溝記事》，但其內容不全是“夾邊溝”，還有幾篇作者早期的中短篇小說。後來上海文藝出版社出版了全部的“夾邊溝”故事，書名變成了《告別夾邊溝》。2008年花城出版社重新出版這本書，且恢復了它的原名。

《定西孤兒院紀事》
- 這部《定西孤兒院紀事》寫的是“受苦人的絕境”。“定西專區”是1960年左右的“大饑荒”在甘肅省內的一個“重災區”。作者在忠實史料事實和當事人陳述事實的基礎上，創作出一個個具有高度典型性和獨特性的作品。完全是白描的手法，紀實性的語言，平實的語調，將一幕幕飢餓與死亡的慘烈情境撕裂在人們眼前。
- 《定西孤兒院紀事》裡的主人公都是窮苦人家的孩子，是中國那個時代弱勢群體中最無助的群體，是大躍進最不幸群體中的無聲分母。從來沒有人講他們的故事，在領導眼裡，他們的死亡也顯得那麼微不足道，甚至連親歷者自己都不願再提那段黑暗的日子。《定西孤儿院纪事》里所描述的“绝境”的残酷性远远超出了人们的想象力，是作家虚构不出来的，那一个个细节给我们组成了一个惨绝人寰的时代。

《甘南紀事》
- 甘肅南部和北部的自然環境差異大，山清水秀，民風淳樸。作者近年4次踏進甘南，進行文學采風活動，收集了豐富的文學素材，終以書中的12個故事記錄了在甘南藏區的所見所聞，展現了當地悠久而燦爛的文化、牧民特有的生活形態，以及他們從傳統走向現代化的身影。

## 奖项和荣誉
《定西孤兒院紀事》（花城出版社2007年）被《出版人》雜誌、《中華讀書報》、《新京報》評為“年度圖書”。 2007年12月楊顯惠因“直指人心痛處與歷史傷疤，顯示了講真話的勇氣和魅力”被《南方人物周刊》評為“年度魅力人物”之一。 2008年获第六届华语文学传媒盛典年度小说家提名。2012年凭借小说《甘南纪事》（花城出版社2011年9月版）荣获第十届"华语文学传媒大奖"年度小说家称号。